# Liste der Baudenkmale in Holste
In der Liste der Baudenkmale in Holste sind die Baudenkmale der niedersächsischen Gemeinde Holste und ihrer Ortsteile aufgelistet. Der Stand der Liste ist der 24. Dezember 2022. Die Quelle der Baudenkmale ist der Denkmalatlas Niedersachsen.

## Allgemein
In den Spalten befinden sich folgende Informationen:
- Lage: die Adresse des Baudenkmales und die geographischen Koordinaten. Kartenansicht, um Koordinaten zu setzen. In der Kartenansicht sind Baudenkmale ohne Koordinaten mit einem roten Marker dargestellt und können in der Karte gesetzt werden. Baudenkmale ohne Bild sind mit einem blauen Marker gekennzeichnet, Baudenkmale mit Bild mit einem grünen Marker.
- Bezeichnung: Bezeichnung des Baudenkmales
- Beschreibung: die Beschreibung des Baudenkmales. Unter § 3 Abs. 2 NDSchG werden Einzeldenkmale und unter § 3 Abs. 3 NDSchG Gruppen baulicher Anlagen und deren Bestandteile ausgewiesen.
- ID: die Objekt-ID des Baudenkmales
- Bild: ein Bild des Baudenkmales, ggf. zusätzlich mit einem Link zu weiteren Fotos des Baudenkmals im Medienarchiv Wikimedia Commons. Wenn man auf das Kamerasymbol klickt, können Fotos zu Baudenkmalen aus dieser Liste hochgeladen werden:

## Oldendorf
| Lage                                          | Bezeichnung | Beschreibung                                                                | ID       | Bild |
| --------------------------------------------- | ----------- | --------------------------------------------------------------------------- | -------- | ---- |
| Axstedter Straße 2 53° 22′ 4″ N, 8° 49′ 24″ O | Scheune     | Fachwerkbau mit Backsteinausfachung und Satteldach, errichtet Mitte 19. Jh. | 25085931 | BW   |

### Ehemaliges Baudenkmal
| Lage                                                  | Bezeichnung              | Beschreibung | ID       | Bild |
| ----------------------------------------------------- | ------------------------ | --- | -------- | ---- |
| Oldendorfer Landstraße 11 53° 22′ 15″ N, 8° 49′ 38″ O | Wohn-/Wirtschaftsgebäude | Die frühere Gastwirtschaft wurde nach 1997 abgebrochen. Auf dem Grundstück wurde ein Feuerwehrgebäude errichtet. Die Streichung aus dem Denkmalverzeichnis erfolgte 1997. | 25084346 | BW   |

## Steden
| Lage                                       | Bezeichnung               | Beschreibung                                                                                         | ID       | Bild |
| ------------------------------------------ | ------------------------- | --- | -------- | ---- |
| Schulstraße 12 53° 21′ 35″ N, 8° 51′ 26″ O | Wohn-/ Wirtschaftsgebäude | Zweiständer-Hallenhaus von 1848 in Fachwerk mit Krüppelwalmdach in Reetdeckung, Innengerüst erhalten | 25085974 | BW   |

### Ehemalige Gruppe: Hofanlage Schulstraße 12
Die Hofanlage Schulstraße 12 bestand ursprünglich aus Wohn-/Wirtschaftsgebäude und Scheune. Die gruppe ging mit der Streichung der Scheune unter. Sie hatte die ID 25077810.

| Lage                                       | Bezeichnung | Beschreibung                                                                  | ID       | Bild |
| ------------------------------------------ | ----------- | ----------------------------------------------------------------------------- | -------- | ---- |
| Schulstraße 12 53° 21′ 35″ N, 8° 51′ 24″ O | Scheune     | Die Scheune wurde 1996 abgebrochen und aus dem Denkmalverzeichnis gestrichen. | 25086366 | BW   |

### Ehemalige Baudenkmale
| Lage                                           | Bezeichnung              | Beschreibung                                                                   | ID       | Bild |
| ---------------------------------------------- | ------------------------ | ------------------------------------------------------------------------------ | -------- | ---- |
| Winterbergstraße 6b 53° 21′ 16″ N, 8° 52′ 5″ O | Wohn-/Wirtschaftsgebäude | Das Hallenhaus wurde verändert und 1996 aus dem Denkmalverzeichnis gestrichen. | 25085958 | BW   |